# Steppeslurfhondje
Het steppeslurfhondje (Rhynchocyon petersi) is een springspitsmuis uit het geslacht der slurfhondjes. De wetenschappelijke naam van de soort werd voor het eerst geldig gepubliceerd door José Vicente Barbosa du Bocage in 1880.

## Kenmerken
Het voorste gedeelte van het lichaam is oranje tot rood, de romp zwart. Deze zwarte vacht bevindt zich tot op de schouders, verder naar voren dan bij Rhynchocyon udzungwensis. De staart is oranje, met een witte punt. Voor acht exemplaren uit het British Museum of Natural History bedraagt de kop-romplengte 252 tot 290 (gemiddeld 275,4) mm, de staartlengte 218 tot 252 (233,5) mm, de totale lengte 493 tot 525 (508,9) mm, de achtervoetlengte 65 tot 74 (71,2) mm en de oorlengte 25 tot 31 (29,1) mm. 

## Leefwijze
Het dier eet ongewervelden als insecten en regenwormen die het in de bodem vindt door de aarde om te woelen. Per worp worden er een of twee jongen geboren.

## Verspreiding
Deze soort komt voor in Zuidoost-Kenia en Oost-Tanzania, inclusief de eilanden Mafia en Zanzibar. Op Zanzibar komt een aparte ondersoort voor, Rhynchocyon petersi adersi Dollman, 1912. Ondanks zijn Nederlandse naam komt deze soort vooral in kust- en bergwoud en bosjes voor. Naar schatting kan deze soort in Tanzania een dichtheid van 80 dieren per km² bereiken.

## Gevangenschap
Deze soort is in Nederland in Diergaarde Blijdorp te zien en in Vlaanderen in de Zoo Antwerpen. Diergaarde Blijdorp importeerde in 2011 een wildvang vrouwtje uit Tanzania en in 2012 2 mannetjes uit Denver Zoo (hiervan stierf er één datzelfde jaar). Het is uit het resterende koppel dat in 2013 het eerste jong in Europa werd geboren. Dat jong is vertrokken naar ZOO Antwerpen. Een tweede jong werd in februari 2014 geboren en vertrok eveneens naar ZOO Antwerpen. Daar werd op 14/11/2017 een koppel geboren, gevolgd door meerdere jongen in de volgende jaren. In de dierentuin in Frankfurt am Main zitten er ook een koppel nakweek uit Blijdorp sinds januari 2017. In Europa zijn deze drie dierentuinen de enige die deze soort kunnen tonen.

## Ondersoorten
De soort heeft de volgende twee ondersoorten:
- Rhynchocyon petersi petersi Bocage, 1880 – komt voor in het zuidoosten van Kenia en het oosten van Tanzania.
- Rhynchocyon petersi adersi Dollman, 1912 – komt voor op de eilanden Zanzibar en Mafia.

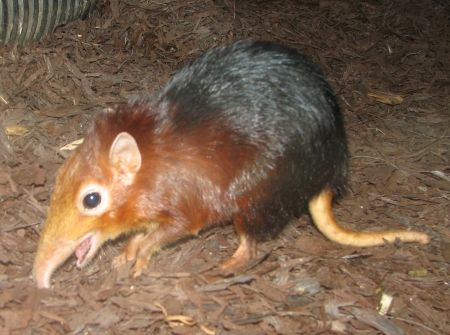
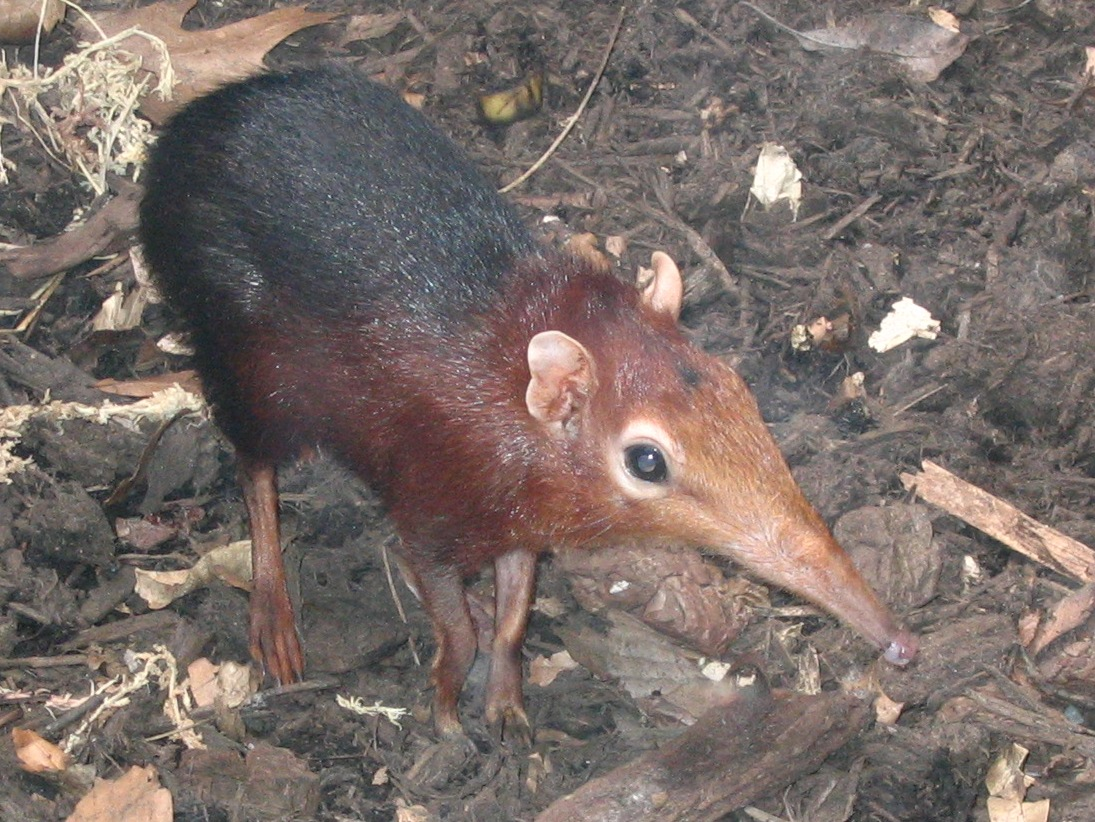
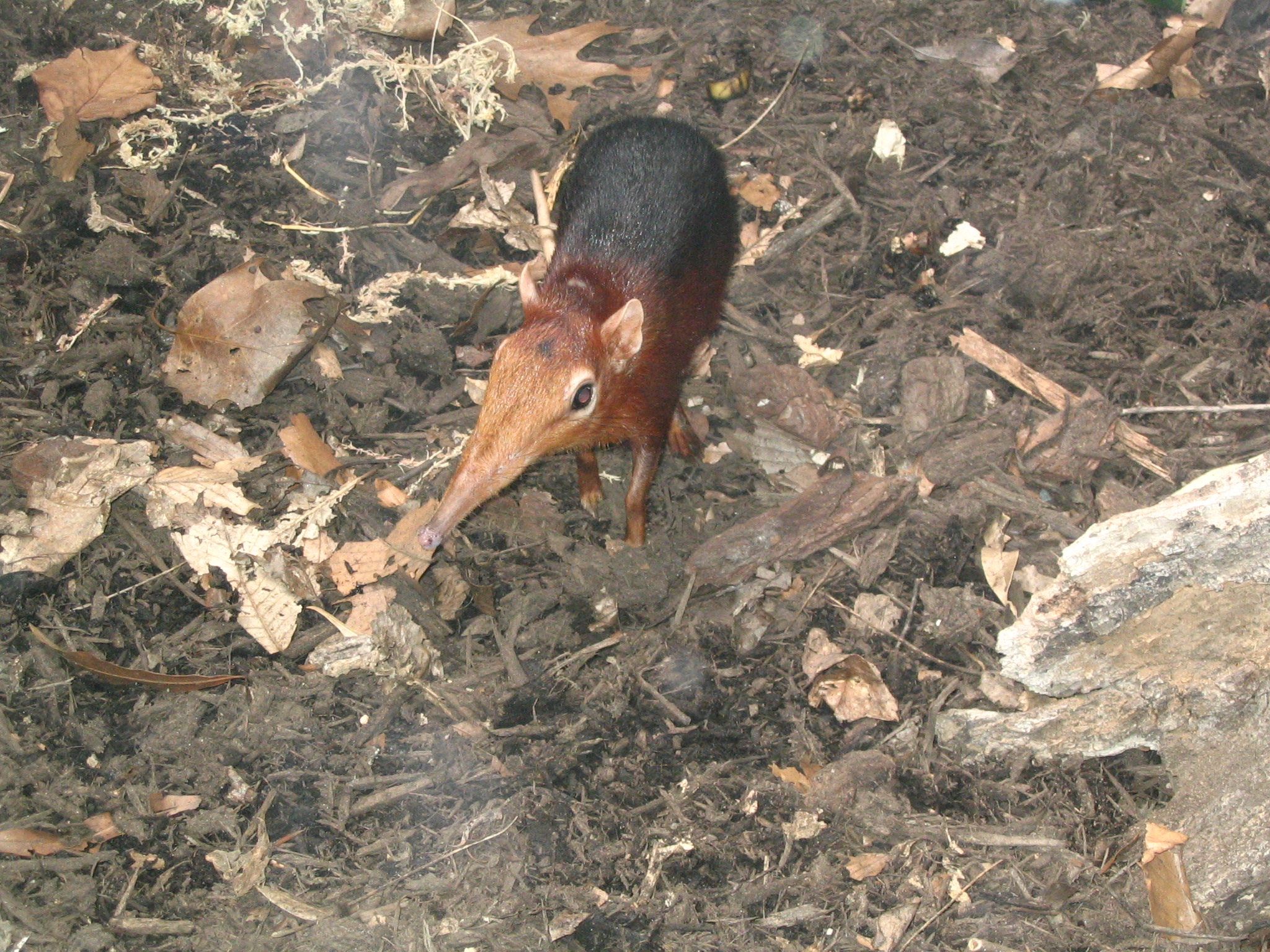
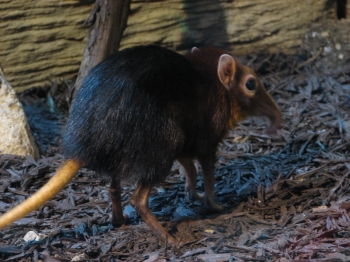